# 草加市立谷塚小学校
草加市立谷塚小学校（そうかしりつ やつかしょうがっこう）は、埼玉県草加市谷塚仲町にある公立小学校。

## 沿革
- 1873年(明治6年) - 真言宗豊山派宝持院で開校。第一大学区、第十二番中学区、第八十二番小学校と呼ばれた。
- 1879年(明治9年) - 第一大学区、第十二番中学区、第八番小学区、下谷塚学校と改めた。
- 1889年(明治22年) - 町村実施により、名称を第六番学区下谷塚小学校と改めた。
- 1892年(明治25年) - 小学校令の改正で、谷塚尋常小学校となった。
- 1907年(明治40年) - 校舎が宝持院から現在地(谷塚仲町440)へ移転。
- 1941年(昭和16年) - 谷塚国民学校と改称した。この頃、学校から谷塚駅までのまっすぐな道(後に谷塚西口商店会となる)ができた。
- 1947年(昭和22年) - 谷塚町立谷塚小学校と改称した。
- 1948年(昭和23年) - 校内放送施設が完成した。
- 1954年(昭和29年) - 新校旗、校歌が制定された。(作詞・梅田能清、作曲・下総皖一)
- 1955年(昭和30年) - 草加町立谷塚小学校と改称した。
- 1958年(昭和33年) - 草加市立谷塚小学校と改称した。
- 1959年(昭和34年) - 給食室が完成、完全給食が開始された。
- 1963年(昭和38年) - 南側校舎1棟5教室が火災で消失した。
- 1989年(平成元年) - 歴史資料館・和室ができた。
- 2002年(平成14年) - 学校完全5日制が実施された。
- 2005年(平成17年) - 旧校舎の解体作業を開始し、3月に終了した。
- 2005年(平成17年) - 谷塚小学校・谷塚文化センターの建設工事を開始した。
- 2007年(平成19年) - 谷塚小学校・谷塚文化センター建設工事の校舎部分が完成した。
- 2008年(平成20年) - 谷塚小学校改築工事、校庭工事終了をもって完成した。
- 2014年(平成26年) - 全ての普通教室で冷房機器の稼働が開始した。
- 2020年(令和2年) - 体育館に冷房機器が設置された。

## アクセス
東武スカイツリーライン(東武伊勢崎線)谷塚駅より徒歩8分

## 進学先中学校
草加市立谷塚中学校

## 学区
2020年11月30日現在の学区は以下の通り。
- 瀬崎1丁目 全域
- 谷塚1丁目から2丁目
- 谷塚町 100番地から841番地、866番地から1288番地、1291番地から1292番地、1296番地、1837番地から1867番地、1888番地から1928番地、1930番地、1950番地から1983番地、1991番地から2009番地
- 谷塚仲町243番地から259番地、268番地、270番地から444番地、447番地から451番地、456番地、458番地から462番地、464番地から468番地
- 谷塚上町	2番地から19番地、449番地4号から8号、458番地から469番地、470番地1号から9号と14号から28号、471番地、472番地1号と14号、473番地1号と10号、474番地から584番地、587番地から774番地

## 旧谷塚小学校学区
- 瀬崎小学校学区(1967年(昭和42年)開校)
- 新里小学校学区(1970年(昭和45年)開校)
- 氷川小学校学区(1977年(昭和52年)開校)
- 両新田小学校学区(1982年(昭和57年)開校)